# Sommerschafweide auf dem Lau
Die Sommerschafweide auf dem Lau ist ein vom Landratsamt Münsingen am 31. Mai 1955 durch Verordnung ausgewiesenes Landschaftsschutzgebiet auf dem Gebiet der Gemeinde Römerstein.

## Lage
Das nur 6,5 Hektar große Landschaftsschutzgebiet liegt unmittelbar südlich des Römersteiner Ortsteils Böhringen auf dem Lauberg und umfasst dessen Westteil. Es liegt in der Entwicklungszone des Biosphärengebiets Schwäbische Alb und gehört zum Naturraum Mittlere Kuppenalb.
Geologisch stehen die Formationen des Oberen Massenkalks des Oberjura an. Im Süden des Gebiets befindet sich Basalttuff des Schwäbischen Vulkans.

## Landschaftscharakter
Im Norden des Gebiets befindet sich ein Magerrasen, der von der früheren Nutzung als Sommerschafweide zeugt. Westlich davon sind Feldgehölze, die dem Waldbestand im Süden, der etwa zwei Drittel des Schutzgebiets bedeckt, vorgelagert sind.